# Ägande (lingvistik)
Ägande konstruktioner uttrycker ett förhållande mellan substantiv där ett substantiv tillhör ett andra substantiv. Ägande kan uttryckas med bland annat kasus, klitika, status constructus och adpositioner. 

## Ägande i svenskan
I svenskan använder man den enklitiska partikeln -s för att uttrycker ägande. Förr i tiden var -s ett genitivaffix men har blivit en klitika eftersom den nu markerar den hela nominalfrasen och inte bara huvudsubstantiven som i följande exemplet:

| Genitivkasus       | kungens av Danmark slott |
| Enklitisk partikel | kungen av Danmarks slott |

Ägande i svenskan uttrycks också med possessivpronomen ('min bil') och med verb som "ha," "äga," "besitta" och så vidare.

## Ägande i världens språk

### Kasus
Kasus används i många språk för att uttrycka ägande. I tyska, till exempel, används genitiv i standardtyska och dativ (med ett possessivt pronomen) i vissa dialekter.

Genitivt Ägande
| Das | Haus | des | Mann-es |
| NOM | hus  | GEN | man-GEN |
'Mannens hus'

Dativt Ägande
| Dem | Mann | sein | Haus |
| DAT | man  | hans | hus  |
'Mannens hus'

### Status constructus
Så kallade status constructus är vanlig i semitiska språk och berberspråk. I språk med status constructus finns det en särskild böjningsform (constructus-formen) som måste användas när ett substantiv ägs av ett annat. Ett hebreiskt exempel är ordet "drottning" malka מלכה, medan "Sabas drottning" är malkat šəba מלכת שבא. Hebreiska böjer alltså det ägda substantivet, medan svenska böjer det ägande substantivet.

## Lexikala klassificeringar
Lexikala klassificeringar som hänger ihop med ägande är vanliga över hela världen med undantag av Eurasien. I dessa språk beror hur man uttrycker ägande på vilken av två eller fler lexikala klasser ett substantiv tillhör. 

### Förytterlighet
I de flesta språk som klassificerar ägda substantiv utifrån deras förytterlighet finns det bara två klasser - förytterliga substantiv och oförytterliga substantiv. Vilken klass ett visst substantiv tillhör varierar beroende på språk, men substantiv som kroppsdelar och släktskapstermer som är nära knutna till sina ägare brukar vara oförytterliga. Dessa oförytterliga substantiv förekommer bara tillsammans med en ägare. Det skiljer sig också ibland hur ägande av förytterliga och oförytterliga substantiv uttrycks morfologiskt. Ägande av oförytterliga substantiv uttrycks ofta bara genom juxtaposition medan ägande av förytterliga substantiv måste uttryckas med overta markörer. 
Till exempel skulle en översättning ord för ord av "Hans klipper hennes hår" till tyska vara "Hans schnitt ihre Haare". Detta låter dock som att Hans klipper i hår hon tillfälligt äger (t.ex. i en peruk) och inte i håret som är en del av henne. Den normala översättningen är "Hans schnitt ihr die Haare", bokstavligen "Hans klipper henne håret".
I språk som tiwi (ett australiskt isolatspråk) och navajo (ett athabaskiskt språk) kan ett substantiv tillhöra antingen den förytterliga eller den oförytterliga klassen. I tiwi kan nästan alla substantiv utan släktskapstermer markeras morfologiskt som antingen förytterlig eller oförytterlig. "Lever," till exempel, kan markeras antingen som ett organ (oförytterlig) eller kött (förytterlig).  I navajo finns det en mer grundläggande dikotomi mellan obligatoriskt oförytterliga och förytterliga substantiv, men en "dummy" ägare kan användas med oförytterliga substantiv för att ändra deras betydelse som i det följande exemplet

| bi-be'    | 'hennes mjölk' (från hennes bröst) |
| 'a-be'    | 'någontings mjölk'                 |
| be-'a-be' | 'hennes (inköpta) mjölk'           |

Vissa språk (särskilt austronesiska språk) markerar ett kontinuum av förytterlighet snarare än en dikotomi.  I tinrin, till exempel, finns det tre grader av förytterlighet - förytterlig, oförytterlig, och en klass mellan förytterlig och oförytterlig som uttrycks med någonting som på engelska kallas för ett "link noun."

Oförytterlig
| nrâ' | fi | nrî  | tòwò  | ere-tito   |
| 3SG  | gå | PURP | samla | frukt-Tito |
'Han gick för att hämta frukt till Tito.' (Lit - 'Han gick för att hämta Titos frukt').

Förytterlig
| wake | nrâ       | nrü |
| jobb | LINK NOUN | 2SG |
'ditt jobb'

Mellanklass
| moo-nrâ-sonya       |
| man-LINK NOUN-Sonya |
'Sonyas man'

Mellanklassen behöver samma "link noun" som den förytterliga klassen behöver, men ägandekonstruktionen fungerar som en fonologisk och grammatisk enhet som den ägandekonstruktioner med den oförytterliga klassen också gör.

### Oägbara substantiv
Vissa språk skiljer mellan "ägbara" och "oägbara" substantiv. Cahuilla, till exempel, har tre substantivklasser - oförytterlig, förytterlig och oägbar. Oägbara substantiv i cahuilla får inte ta huvudmarkering i ägandekonstruktioner. Istället måste ett ägbart substantiv användas tillsammans med det oägbara substantivet som i det följande exemplet, där "hund" är oägbar och "husdjur" måste användas för att skapa en possessivkonstruktion:

| né-ʔaš       | ʔáwal |
| mitt-husdjur | hund  |
'mitt hund' 

Guaraní, som inte är släkt med cahuilla, skiljer på ett nästan identiskt sätt mellan ägbara och oägbara substantiv.

### Animacitet
I vissa språk kan animacitet också påverka possessiva konstruktioner. I georgiska, till exempel, finns det två olika former av "ha." Som exemplet nedan visar, används en form (kona) när det ägda substantivet är inanimat och den andra formen (q'ola) när det ägda substantivet är inanimat. 

Animat
| Hagridi    | gverdit  | hq'avda                 |
| Hagrid:NOM | sida:INS | OBJPRON.3:ha.ANIMAT:AOR |
'Han hade Hagrid med sig.'

Inanimat
| Derslebs       | otxi     | sazinebeli | hkondat                         |
| Dursley:PL:DAT | fyra:NOM | sovrum:NOM | OBJPRON.3:ha.INANIMAT:AOR.SB.PL |
'Dursleys hade fyra sovrum.' 